# Matriarch
Matriarch é um romance de ficção científica escrito por Karen Traviss e publicado pela HarperCollins em setembro de 2006. É o quarto livro da série Wess'Har, precedido por The World Before e seguido por Ally.

## Enredo
Mohan Rayat e Lindsay Neville foram enviados para o fundo do oceano, após terem sido infectados pelo verme c'naatat em The World Before, para passarem a eternidade vivendo com os bezeri, ajudando-os a se reestruturar. Porém, primeiro os dois devem passar por uma reconstrução celular para permitir que sobrevivam à pressão das profundezas. Ade Bennett e Aras tem o desagradável trabalho de contar a Shan Frankland, seu isan, o que fizeram. Já que Shan se atirou ao espaço sideral para manter c'naatat longe de Rayat e do governo terrestre, ela não se sente feliz ao ouvir que os simbionte foi simplesmente dado a eles. Ela fala para Esganikan dos Eqbas Vorhi sobre os acontecimentos e ela concorda em tomar precauções contra o verme se espalhar.
Neville e Rayat são pessoas diferentes, literalmente. Eles desenvolveram guelras e podem explorar seus redores utilizando o sonar. Os bezeri colocaram os dois para trabalhar recuperando mapas de uma área contaminada na qual não podem entrar. Rayat deseja adquirir a habilidade de bioluminescência que Shan possui para poder se comunicar com os bezeri sem necessitar da lanterna tradutora. Shan adquiriu essa habilidade em um encontro anterior e o passou à frente para Ade. Ele, em troca, teria passado para Rayat e Neville quando os infectou, porém essa habilidade nunca se manifestou. Para ativar essa habilidade, Rayat pede por células dos bezeri. A matriarca do grupo traz o corpo de um jovem que havia morrido recentemente, Rayat e Lindsay então colocam um pouco tecido e sangue do corpo em suas correntes sanguíneas.
Ade, Shan e Eddie se juntaram aos Eqbas para visitar Umeh.  Enquanto estão lá, Shan e Ade finalmente consumem sua relação. Os Eqbas pela "Borda Marítima", um estado vizinho de Jejeno, porém o ataque não causa dano algum aos Eqbas, que retaliam com rapidez ao destruir a maior parte da longínqua cidade de Buyg. Todos fazem uma viagem nos navios Eqbas para visitar aquela cidade e determinar se estão dispostos a cooperar. A Borda Marítima responde com violência inefetiva, que é respondida com ataques dos Eqbas. Ade nota que sua bioluminescência e a de Shan parece responder às luzes um do outro. Ele acha que existe a possibilidade de que c'naatat possui senciência e está se comunicando. Os outros não querem acredita nessa possibilidade, então tentam esquecer do assunto. Shan chama Aras para avisar que estão voltando para Wess'ej e descobrem que Vijissi, que foi atirado ao espaço com Shan pois se recusou a abandoná-la, foi encontrado e está vivo-infectado com c'naatat.